# Dewindtita
La dewindtita es un mineral secundario de uranio y plomo de la clase mineral de los fosfatos, arseniatos y vanadatos. El mineral fue descubierto en 1922 por Alfred Schoep en la mina de Shinkolobwe, ubicada en la República Democrática del Congo. Recibió el nombre del geólogo belga Dr. Jean Dewindt, que se ahogó en el lago Tanganyika (Congo).

## Estructura
Los cristales de dewindtita son rectangulares, con un tamaño de hasta 3 mm; encontrándose de forma dispersa o agrupados en una estructura masiva.

## Propiedades

### Propiedades químicas
La dewindtita es muy soluble en ácidos.

### Propiedades físicas
Debido a su contenido de uranio de hasta un 49,18%  el mineral es muy radiactivo . Teniendo en cuenta la serie de descomposición natural o los productos de descomposición existentes, la actividad específica se da como 88,04 kBq / g  (a modo de comparación: potasio natural 0,0312 kBq/g).
Bajo la luz ultravioleta de onda corta y larga, la dewindtita muestra una fluorescencia verde. Debido a su pleocroísmo, el color varía de incoloro a amarillo canario, dependiendo de la dirección en que se mire. El mineral es translúcido y muestra un brillo resinoso a ceroso en las superficies .

## Formación y ubicaciones
La dewindtita se forma como mineral secundario en la zona de oxidación de la uraninita u otros minerales que contienen uranio. Forma asociaciones con la torbernita , parsonsita , dumontita, uraninita, bergenita, autunita , uranófano con contenido de bario , uranosferita y wolsendorfita.
A fecha de 2015 se conocen 88 localidades que presentan este mineral.  La localidad tipo de la dewindtita se encuentra en la República Democrática del Congo.